# Барглувка (Сілезьке воєводство)
Барглувка (пол. Bargłówka) — село в Польщі, у гміні Сосніцовиці Гливицького повіту Сілезького воєводства.
Населення — 734 особи (2011).
У 1975—1998 роках село належало до Катовицького воєводства.

## Демографія
Демографічна структура станом на 31 березня 2011 року:
|          | Загалом | Допрацездатний вік | Працездатний вік | Постпрацездатний вік |
| -------- | ------- | ------------------ | ---------------- | -------------------- |
| Чоловіки | 377     | 60                 | 271              | 46                   |
| Жінки    | 357     | 48                 | 232              | 77                   |
| Разом    | 734     | 108                | 503              | 123                  |